# Fenix Farkas Ignác
Fenix Farkas Ignác (Pápa, 1784. szeptember 8. – Győr, 1870. december 26.) bencés szerzetes, pap, egyházjogi doktor, költő.

## Élete
Középiskoláit elvégezvén, 1802. október 31-én a bencések közé lépett. A teológiát Pannonhalmán hallgatta. 1808 szeptemberében pappá szentelték. Az 1808–1809. tanévben tanár volt Esztergomban, 1809–1817 között ugyanott házfőnök és gimnáziumi igazgató. 1817–1818-ban Komáromban igazgató, 1818–1819-ben subprior és szentmártoni plébános, 1819–1831 között győri gimnáziumi igazgató és házfőnök.
1823. április 1-jén a pesti egyetemen a törvénytudományokból vizsgát tett és nyilvánosan vitatkozott, mire az egyházi jog doktorává avatták. 1823–1827 között Zamárdiban plébános, 1827–1829 között Pannonhalmán levéltárnok. 1829–1831-ben Pannonhalmán főnök, 1831–1838 között főnök Tihanyban. 1838–1840-ben uradalmi igazgató Pannonhalmán, 1840–1850 között győri igazgató és házfőnök, 1850–1867 között házfőnök, azután lelkiigazgató.
A Ferenc József-rend lovagja, s 1837 decemberétől a verebélyi és szentgyörgyi szék táblabírája.

## Munkái
- Ode cels. ac rev. principi, dno Alexandro de Rudna et Divék-Ujfalu, metrop. ecclesiae Strigoniensis archi-episcopo, die solemnis inaugurationis eius 17. kal. Junii oblata a colleg. Jaurin. o. S. B. 1820. Jaurini
- Honoribus cels ac rev. princ. A. de Rudna et Divék-Ujfalu die solemnis inaugurationis 17. kal. Junii oblatum a regio archigymnasio Jaurinensi. Jaurini (1820)
- Memoria sacerdotii jubilaris ill. ac. rev. dni Josephi Dresmitzer, praepositi infulati S. S. Salvatoris de Pápótz… celebrata ab ordine S. Benedicti S. Montis Pannoniae. Jaurini
- Beszédek melyek n. é. Váczy István urnak szab. kir. Győr városi elemi főiskolában 2. osztálybeli tanítónak szalagon függő arány pénzzel való feldiszítése ünnepén mondottak télelő 21. 1844. Jaurini (Deáky Zsigmond beszédével együtt)
- A győri főtanodában mind a két nembeli szorgalmas ifjuságnak ajándékúl. (Győr), 1846
- Győr örömhangjai. István főherczeg… magyarországi kir. helytartó ő fenségének országos körútja alkalmával éneklé a győri férfi dalegylet okt. 6. 1847. Győr
- Természetrajz. Gazdálkodást kedvelő köznép és serdülő ifjuság használatára. Győr, 1850
- Magyar gazdasszony, köznép és serdülő leánykák használatára. Győr, 1850
- Lusus chronostici fata notatu dingiora abbatiae Tihon nec non gaudia sacri conventus in festo seculari enunciantes. 18. Nov. juxta solemnia s. Aniani quoque celebrato. Veszprimii, 1855

Több alkalmi beszéde jelent meg különféle gyűjteményes munkákban.
Kézirati munkái: Boldogváry Benedek s neje Szentesy Borbála, Hunyadi János korából, Hazafi álma, Jó révész, Jamborfy erélyes atyja; Deissertatio inaug. de Testamento Ecclesiasticorum, Pestini, 1823